# 레이선산 의원
레이선산 의원(중국어 간체자: 雷神山医院, 정체자: 雷神山醫院, 병음: Léishénshān Yīyuàn)은 중국 후베이성 우한시 장샤구에 소재한 야전병원이다. 코로나19 범유행에 대응하기 위해 2020년 1월 25일에 건설이 시작되어 2월 6일 개원할 예정이다. 이후 2월 8일에 개원하였으며 68일 후인 4월 16일에 마지막 환자를 근처의 병원에 넘기고 휴원하였다.

## 같이 보기
- 훠선산 의원